# Gouvets
Gouvets település Franciaországban, Manche megyében. Lakosainak száma 291 fő (2022. január 1.). Gouvets Margueray, Montabot, Saint-Vigor-des-Monts és Tessy-Bocage községekkel határos.

## Népesség
A település népességének változása:
| Lakosok száma | 426  | 301  | 304  | 264  | 273  | 268  | 270  | 275  | 281  | 291  |
|               | 1968 | 1982 | 1990 | 2006 | 2013 | 2015 | 2017 | 2019 | 2020 | 2022 |